# ZOE (ファッションモデル)
ZOЁ（ゾイ、1976年12月1日 - ）は、日本で活動している男性ファッションモデル。身長186 cm。
ギグマネジメントジャパン所属。

## 主な出演

### CM
- UNIQLO『UNIQLO フリース フリースと今日も』篇(15秒)
- 三井不動産『コレド室町オープン 日本橋大絵巻』篇(30秒)

### PV
- LISA「SEND MY HEART」

### イベント
松竹芸能主催「男前トークライブ」にスペシャルゲストとして出演

### ショー
- DIESEL
- コシノヒロコ
- JOTARO SAITO
- ドルチェ&ガッバーナ
- GIORGIO ARMANI
- EMPORIO ARMANI
- フェラガモ
- オズワルドボーディング
- VERSACE
- GAS
- ダンヒル

### 広告・カタログ
- adidas
- UnitedArrows
- アシックスオニツカタイガー
- アシックスジェネラル
- ペレシーマ
- ヌメロ
- KISSMARK
- シマノ
- saty
- cebut
- JACKROSE

## 書籍

### 雑誌
- RUDO
- MEN'S CLUB
- Gainer
- Free&Easy
- SEVEN
- Domani
- smart
- MISS.
- MONTHLY m